# Jack Rodwell
Jack Christian Rodwell (* 11. März 1991 in Southport) ist ein englischer Fußballspieler, der aktuell in der A-League bei den Western Sydney Wanderers unter Vertrag steht. Der Abwehrspieler hält den Rekord als jüngster jemals in einem europäischen Wettbewerb eingesetzter Spieler des FC Everton.

## Karriere

### FC Everton
Jack Rodwell wurde in Birkdale/Southport geboren. Als Jugendspieler schloss er sich dem FC Everton an. 2005 debütierte Rodwell als 14-Jähriger für die U-18 des Vereins. Im Oktober 2006 durfte er zum ersten Mal in der Reserve-Mannschaft spielen. Er wurde im Spiel gegen Sheffield Uniteds Reserveteam für David Weir eingewechselt.
In der Saison 2007/08 spielte Rodwell in der U-18 Evertons sowie regelmäßig im von Andy Holden trainierten Reserve-Team. Er weckte die Aufmerksamkeit des Profitrainers David Moyes, der ihn 2007 bei einem UEFA-Cup-Spiel gegen AZ Alkmaar einwechselte und ihn somit zum jüngsten Spieler in der Geschichte des FC Everton machte, der in einem europäischen Wettbewerb eingesetzt wurde.
Am 9. März 2008 gab Rodwell sein Debüt in der Premierleague. Er wurde beim 1:0-Sieg gegen Sunderland für Tim Cahill eingewechselt. Am 17. März 2008 unterschrieb Rodwell bis zum 30. Juni 2014 seinen ersten Profivertrag beim FC Everton. Beim letzten Spiel der Saison 2007/08 gegen Newcastle United machte Rodwell sein zweites Premierleague-Spiel, als er in der 90. Minute für Lee Carsley eingewechselt wurde.

### Manchester City
Zur Saison 2012/13 wechselte er von den „Toffees“ zum Ligakonkurrenten Manchester City. Er unterschrieb bei den „Citizens“ einen Fünfjahresvertrag bis zum 30. Juni 2017.

### AFC Sunderland
Zur Saison 2014/15 wechselte Rodwell zum AFC Sunderland. Er erhielt einen Fünfjahresvertrag bis zum 30. Juni 2019. In Sunderland stieg er nach zwei knappen Klassenerhalt-Spielzeiten im dritten Jahr in die Zweitklassigkeit ab. Das vierte Jahr wurde begleitet von einigen Verstimmungen. Rodwell war einer der wenigen Spieler mit laufendem Vertrag, der keine Gehaltskürzung im Falle des Abstiegs vorsah und so war Sunderland sehr an einem Transfer seines „teuren Profis“ interessiert. Ein Wechsel kam jedoch nicht zustande. Erst Ende Juni 2018 – nach einer Saison, die Sunderland einen weiteren Abstieg in die Drittklassigkeit einbrachte – wurde der Vertrag des zudem zunehmend verletzungsanfälligen Rodwell aufgelöst.

### Weitere Stationen
Ablösefrei heuerte Rodwell dann im August 2018 beim Zweitligaaufsteiger Blackburn Rovers an und im Januar 2020 zog er weiter zurück in die Premier League zu Sheffield United. Dort absolvierte er jedoch bis zum Ende der Saison 2020/21 insgesamt nur zwei Pflichtspiele, bevor sein Engagement in Sheffield im Sommer 2021 endete.
Im November 2021 unterschrieb Jack Rodwell beim australischen Klub Western City Wanderers einen Vertrag bis Sommer 2022.

### Nationalmannschaft
Im Dezember 2006 führte Rodwell Englands U-16-Mannschaft als Kapitän durch einen 2:1-Sieg über Schottland zum Sieg des Victory Shield. Vier Monate später schoss er das erste Siegtor eines Engländers im neuen Wembley-Stadion beim 1:0-Erfolg über Spanien. Er absolvierte insgesamt fünf U-16-Länderspiele für England.
Am 25. März 2008 schoss Rodwell das Tor der englischen U-17 beim 1:1-Unentschieden gegen Frankreich im Qualifikationsspiel für die U-17-Europameisterschaft.
Bei der U-21-Fußball-Europameisterschaft 2009 gehörte er zum Aufgebot der englischen Mannschaft und der erzielte das einzige Tor im Verlaufe des Turniers für England gegen den späteren Europameister Deutschland.
Am 12. November 2011 feierte Rodwell sein Debüt für das A-Nationalteam. England gewann im Londoner Wembley-Stadion mit 1:0 gegen Spanien.